# In the Shadows (canção)
"In the Shadows" é uma canção da banda finlandesa The Rasmus, lançada em 3 de fevereiro de 2003 como single de seu álbum Dead Letters. Este single alcançou certo sucesso nos gráficos fora da Escandinávia, por exemplo Finlândia, Alemanha, Israel e Nova Zelândia, onde alcançou a primeira posição.

## Faixas
Versão original
1. "In the Shadows" - 4:06
2. "In the Shadows" (renovada)
3. "First Day of My Life" (acústico)

Edição especial
1. "In the Shadows" – 4:18
2. "Everything You Say" – 2:46
3. "Days" – 4:12
4. "In the Shadows" (vídeo)

## Certificações
| País          | Certificação | Data                | Vendas certificadas |
| ------------- | ------------ | ------------------- | ------------------- |
| Finlândia     | Ouro         | 2003                | 15,000              |
| Alemanha      | Ouro         | 2003                | 150,000             |
| Nova Zelândia | Ouro         | 6 de setembro, 2004 | 7,500               |
| Suíça         | Ouro         | 2004                | 20,000              |

## Gráficos
| Gráfico (2003-2004)          | Melhor posição |
| ---------------------------- | -------------- |
| ARIA                         | 23             |
| Áustria Singles Top 75       | 2              |
| Bélgica (Flanders)           | 6              |
| Bélgica (Valônia)            | 4              |
| Dinamarca                    | 6              |
| Dutch Top 40                 | 5              |
| Finlândia Singles Top 20     | 1              |
| SNEP Singles Top 100         | 6              |
| Media Control Charts Top 100 | 1              |
| Irish Singles Top 50         | 7              |
| Israel Singles Top 40        | 1              |
| FIMI                         | 2              |
| México Top 100               | 9              |
| RIANZ                        | 1              |
| Sverigetopplistan Top 60     | 2              |
| Swiss Charts Top 100         | 2              |
| UK Singles Top 75            | 3              |
| Pop Radio & Records          | 51             |

| Gráfico de final de ano (2003) | Posição |
| ------------------------------ | ------- |
| Áustria                        | 9       |
| Bélgica (Flanders)             | 99      |
| Suíça                          | 10      |
| Gráfico de final de ano (2004) | Posição |
| Bélgica (Flanders)             | 75      |
| Bélgica (Valônia)              | 24      |
| França                         | 28      |
| Suíça                          | 71      |